# Marillac-le-Franc
Marillac-le-Franc (Marilhac en limousin, dialecte occitan) est une commune du Sud-Ouest de la France, située dans le département de la Charente (région Nouvelle-Aquitaine).
Ses habitants sont les Marillacois et les Marillacoises.

## Géographie

### Localisation et accès
Marillac-le-Franc est située à 2 km à l'est de La Rochefoucauld et à 25 km à l'est d'Angoulême.
La D 13, route de La Rochefoucauld à Rochechouart par l'Arbre, passe au nord du bourg, qui est desservi par la D 395 qui va à La Rochefoucauld et la D 392, perpendiculaire, qui va de Taponnat à Saint-Sornin.
La gare la plus proche est celle de La Rochefoucauld, desservie par des TER à destination d'Angoulême et de Limoges.

### Hameaux et lieux-dits
Le bourg de Marillac n'est pas très grand, et la commune comprend quelques gros hameaux : Limarceau, Chez le Meunier, Puybrunet, la Vallade, etc.
La proximité de La Rochefoucauld a aussi entraîné la construction de quelques maisons et lotissements, en particulier à la Gassouille.

### Communes limitrophes
|                               | Taponnat-Fleurignac |                     |
| La Rochefoucauld-en-Angoumois | Marillac-le-Franc   | Yvrac-et-Malleyrand |
| Moulins-sur-Tardoire          | Saint-Sornin        |                     |

### Géologie et relief
La commune est sur le karst de La Rochefoucauld, ce qui se traduit par la présence de nombreux gouffres et avens.
Il s'agit d'un vaste plateau calcaire incliné vers l'ouest, premiers sédiments du Bassin aquitain, creusé par des petites vallées descendant du Massif de l'Arbre, premier mont du Massif central qui commence quelques kilomètres à l'est. Le sol est principalement composé de coulées d'origine tertiaire, altérite, argile rouge et sableuse à silex, calcaire du Jurassique inférieur, sauf dans les vallées (dépôt alluvionnaire),,. Ces vallées sont en conséquence plus creusées à l'est de la commune.
Le point culminant de la commune est à une altitude de 203 m, situé sur la limite sud-est. Le point le plus bas est à 84 m, situé le long de la Ligonne sur la limite ouest. Le bourg est à 110 m d'altitude.

### Hydrographie

#### Réseau hydrographique
La commune est située dans le bassin versant de la Charente au sein du Bassin Adour-Garonne. Elle est drainée par la Ligonne et la Margot et par un petit cours d'eau, qui constituent un réseau hydrographique de 7 km de longueur totale,.
Les ruisseaux s'enfoncent dans les gouffres avant d'atteindre leur confluence dans la Tardoire, en particulier la Ligonne qui passe au bourg, et qui a formé l'aven de Marillac.
La Ligonne reçoit aussi la Margot, qui passe à Yvrac et à Beaumont, et se jette au pied du bourg qu'il n'atteint qu'en hiver.

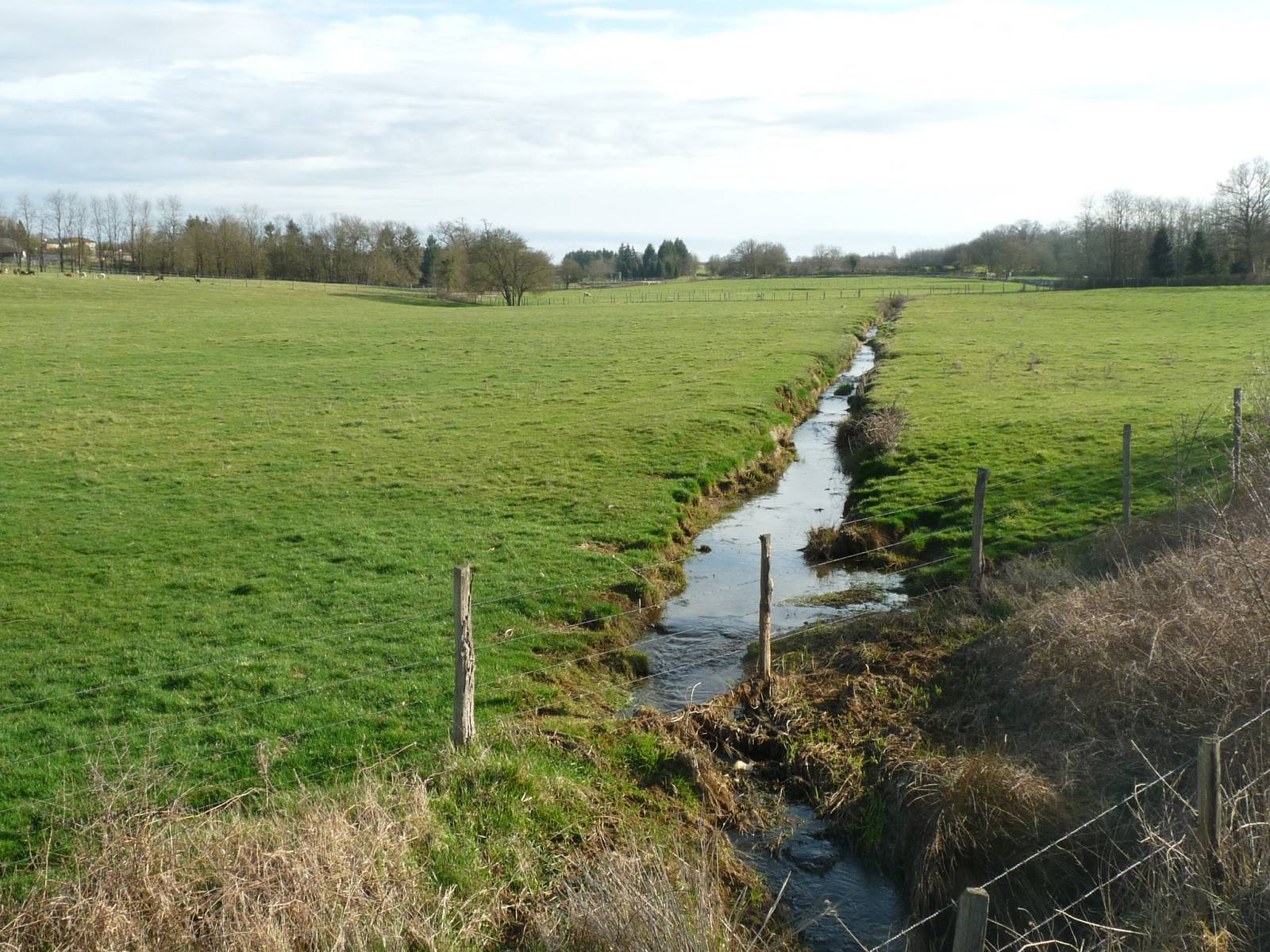
La Ligonne.
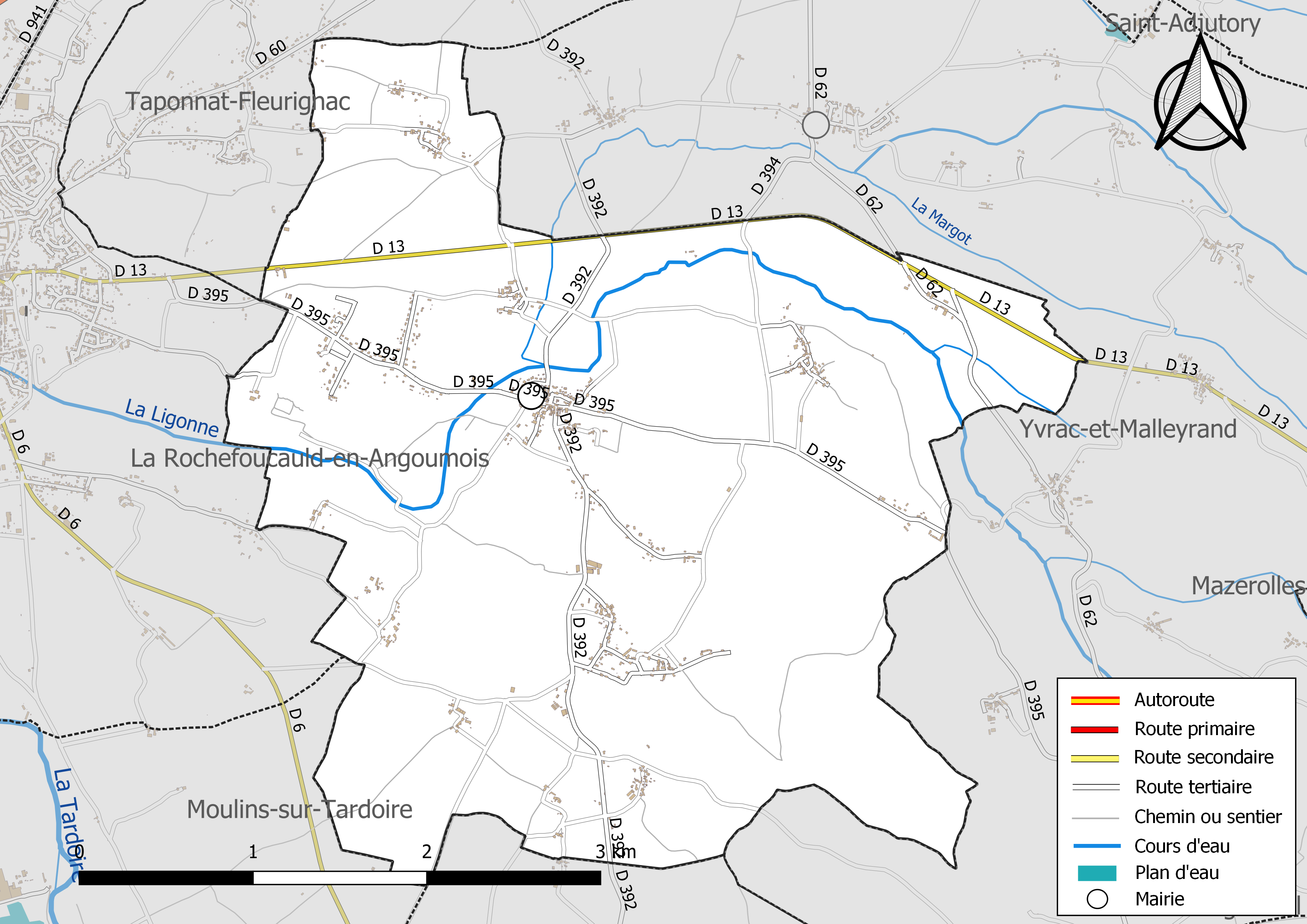
Réseaux hydrographique et routier de Marillac-le-Franc

#### Gestion des eaux
Le territoire communal est couvert par le schéma d'aménagement et de gestion des eaux (SAGE) « Charente ». Ce document de planification, dont le territoire correspond au bassin de la Charente, d'une superficie de 9 300 km2, a été approuvé le 19 novembre 2019. La structure porteuse de l'élaboration et de la mise en œuvre est l'établissement public territorial de bassin Charente. Il définit sur son territoire les objectifs généraux d’utilisation, de mise en valeur et de protection quantitative et qualitative des ressources en eau superficielle et souterraine, en respect des objectifs de qualité définis dans le troisième SDAGE  du Bassin Adour-Garonne qui couvre la période 2022-2027, approuvé le 10 mars 2022.

### Climat
Le climat est océanique aquitain comme les trois quarts sud-ouest de la Charente. La commune est plus arrosée à l'est où le relief est plus élevé.

### Végétation
La commune est en partie boisée, principalement à l'est où l'on trouve la Forêt de Marillac. Les champs donnent lieu principalement à de la culture.

## Urbanisme

### Typologie
Au 1er janvier 2024, Marillac-le-Franc est catégorisée commune rurale à habitat dispersé, selon la nouvelle grille communale de densité à 7 niveaux définie par l'Insee en 2022.
Elle est située hors unité urbaine. Par ailleurs la commune fait partie de l'aire d'attraction d'Angoulême, dont elle est une commune de la couronne,. Cette aire, qui regroupe 94 communes, est catégorisée dans les aires de 50 000 à moins de 200 000 habitants,.

### Occupation des sols
L'occupation des sols de la commune, telle qu'elle ressort de la base de données européenne d’occupation biophysique des sols Corine Land Cover (CLC), est marquée par l'importance des territoires agricoles (66 % en 2018), en diminution par rapport à 1990 (71,6 %). La répartition détaillée en 2018 est la suivante : 
terres arables (29,9 %), forêts (29,5 %), zones agricoles hétérogènes (28,9 %), prairies (7,2 %), zones urbanisées (4,5 %). L'évolution de l’occupation des sols de la commune et de ses infrastructures peut être observée sur les différentes représentations cartographiques du territoire : la carte de Cassini (XVIIIe siècle), la carte d'état-major (1820-1866) et les cartes ou photos aériennes de l'IGN pour la période actuelle (1950 à aujourd'hui).

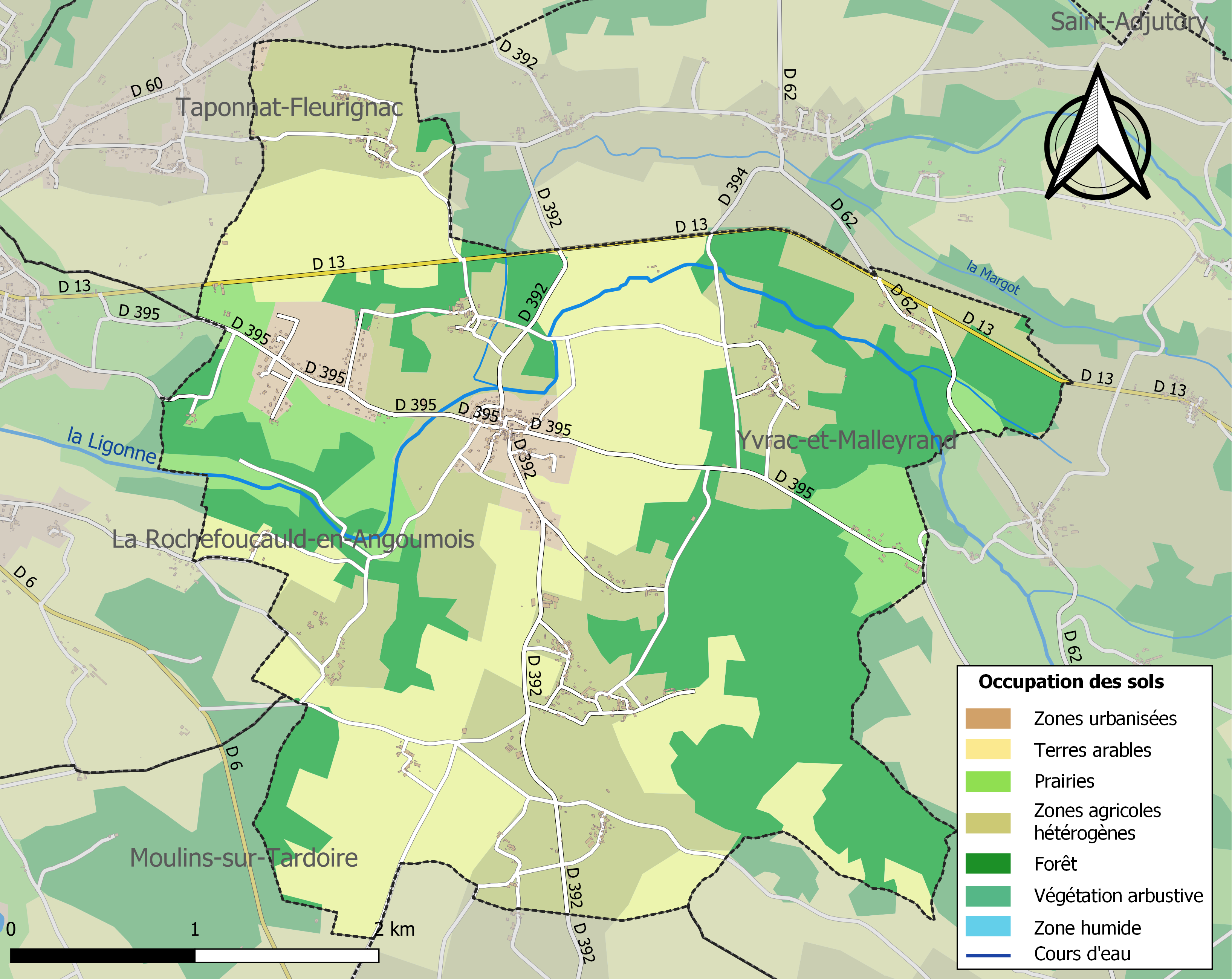
Carte des infrastructures et de l'occupation des sols de la commune en 2018 (CLC).

### Risques majeurs
Le territoire de la commune de Marillac-le-Franc est vulnérable à différents aléas naturels : météorologiques (tempête, orage, neige, grand froid, canicule ou sécheresse), mouvements de terrains et séisme (sismicité faible). Il est également exposé à un risque technologique,  le transport de matières dangereuses. Un site publié par le BRGM permet d'évaluer simplement et rapidement les risques d'un bien localisé soit par son adresse soit par le numéro de sa parcelle.

#### Risques naturels

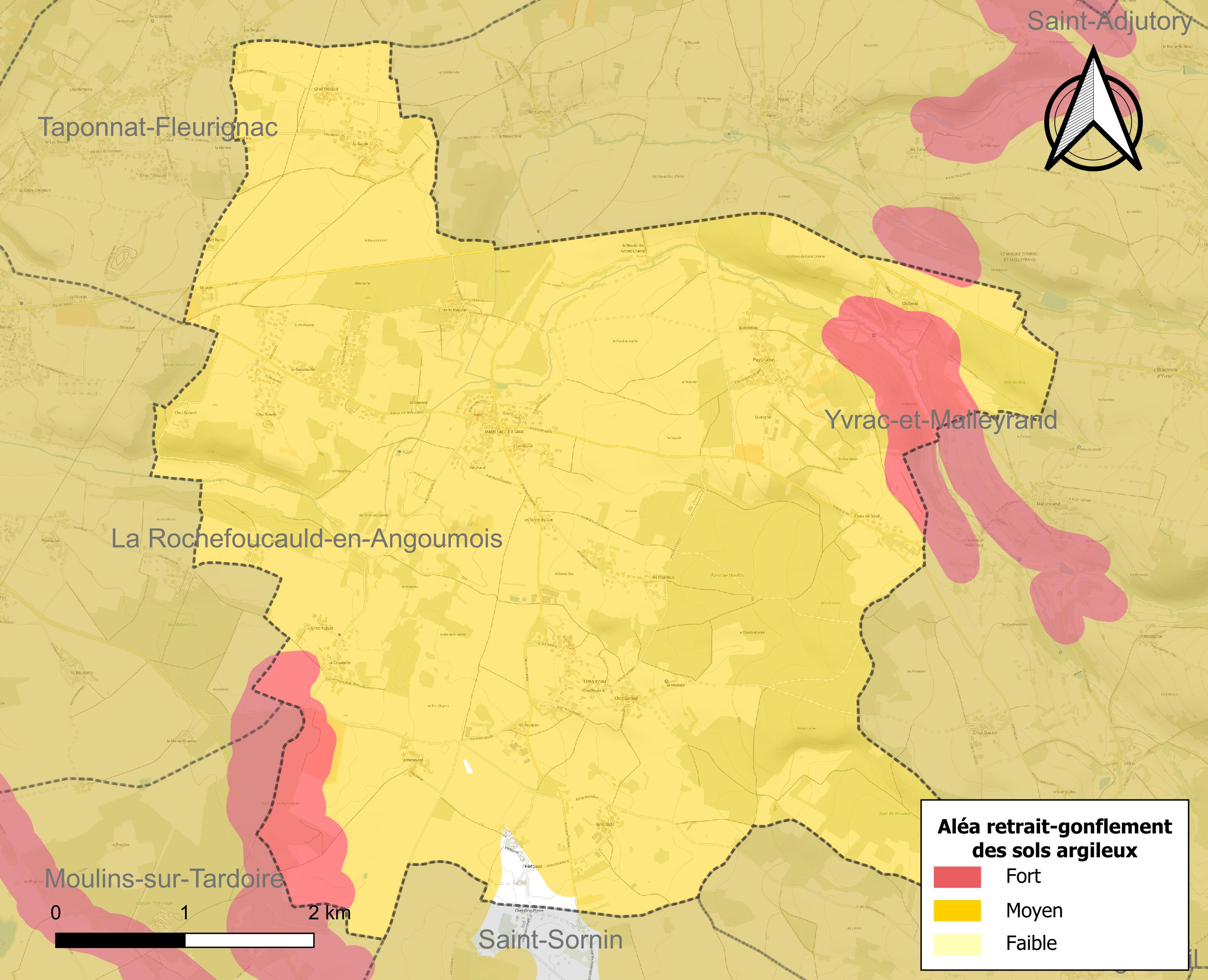
Carte des zones d'aléa retrait-gonflement des sols argileux de Marillac-le-Franc.

Les mouvements de terrains susceptibles de se produire sur la commune sont des affaissements et effondrements liés aux cavités souterraines (hors mines). Par ailleurs, afin de mieux appréhender le risque d’affaissement de terrain, l'inventaire national des cavités souterraines permet de localiser celles situées sur la commune.
Le retrait-gonflement des sols argileux est susceptible d'engendrer des dommages importants aux bâtiments en cas d’alternance de périodes de sécheresse et de pluie. 99,4 % de la superficie communale est en aléa moyen ou fort (67,4 % au niveau départemental et 48,5 % au niveau national). Sur les 381 bâtiments dénombrés sur la commune en 2019,  376 sont en aléa moyen ou fort, soit 99 %, à comparer aux 81 % au niveau départemental et 54 % au niveau national. Une cartographie de l'exposition du territoire national au retrait gonflement des sols argileux est disponible sur le site du BRGM,.
Par ailleurs, afin de mieux appréhender le risque d’affaissement de terrain, l'inventaire national des cavités souterraines permet de localiser celles situées sur la commune.
La commune a été reconnue en état de catastrophe naturelle au titre des dommages causés par les inondations et coulées de boue survenues en 1982, 1983, 1999 et 2009. Concernant les mouvements de terrains, la commune a été reconnue en état de catastrophe naturelle au titre des dommages causés par la sécheresse en 2003 et par des mouvements de terrain en 1999.

#### Risques technologiques
Le risque de transport de matières dangereuses sur la commune est lié à sa traversée par une ou des infrastructures routières ou ferroviaires importantes ou la présence d'une canalisation de transport d'hydrocarbures. Un accident se produisant sur de telles infrastructures est susceptible d’avoir des effets graves sur les biens, les personnes ou l'environnement, selon la nature du matériau transporté. Des dispositions d’urbanisme peuvent être préconisées en conséquence.

## Toponymie
Les formes anciennes sont Mareslaco en 1060, Marilhaco en 1324, Marilaco, Marlhaco, Marlhac au XIIIe siècle.
L'origine du nom de Marillac remonterait à un nom de personne gallo-romain Marillius auquel est apposé le suffixe -acum, ce qui correspondrait à Marilliacum, « domaine de Marillius ».
Créée en 1793 Marillac, la commune ne s'est appelée Marillac-le-Franc qu'en 1969, par la demande du maire de l'époque, André Rambaud, concrétisant ainsi un usage déjà ancien de la population. En effet, le nom Marillac-le-Franc était déjà employé en 1817. Une tradition locale ferait remonter à Charlemagne ce nom, car il aurait accordé des franchises en Angoumois, pour remercier les défenseurs de la chrétienté. Il est plus probable, selon des études récentes, qu'il y ait bien eu une franchise, mais au XIVe siècle, accordée au seigneur de Marillac, Aubert Tison, afin de vendre ses céréales à La Rochefoucauld.

### Langues
La commune est dans la partie occitane de la Charente qui en occupe le tiers oriental, et le dialecte est limousin. 
Elle se nomme Marilhac en occitan.

## Histoire
Au bourg, le logis du XVIIe siècle devait remplacer l'ancien château féodal qui était le siège d'un fief assez important dépendant de la baronnie de Montbron. Dans les premières années du XVIIe siècle, ce fief appartenait à Simon Chaigneau, procureur et juge-assesseur à Marthon.
Les registres de l'état civil remontent à 1626, mais sont incomplets.

## Politique et administration

### Liste des maires

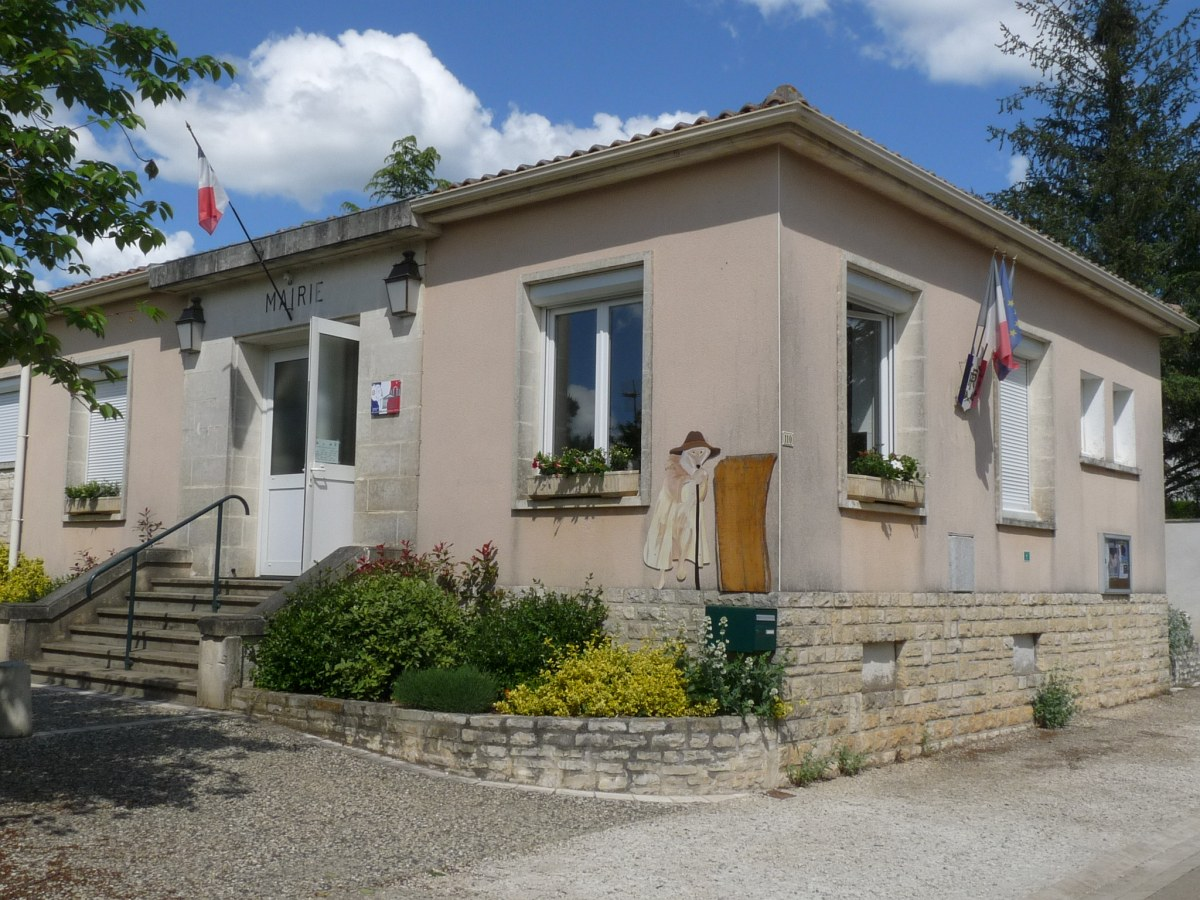
La mairie.

| Période                                  | Période  | Identité               | Étiquette | Qualité |
| ---------------------------------------- | -------- | ---------------------- | --------- | ------- |
| Les données manquantes sont à compléter. |          |                        |           |         |
| avant 1981                               | ?        | André Rambaud          | DVG       |         |
| 1983                                     | 2008     | Jean-Pierre Chamoulaud | DVG       |         |
| 2008                                     | En cours | Pierre Bardoulat       | SE        | Artisan |

### Politique environnementale
Dans son palmarès 2024, le Conseil national de villes et villages fleuris de France a attribué deux fleurs à la commune.

## Démographie

### Évolution démographique
L'évolution du nombre d'habitants est connue à travers les recensements de la population effectués dans la commune depuis 1793. Pour les communes de moins de 10 000 habitants, une enquête de recensement portant sur toute la population est réalisée tous les cinq ans, les populations de référence des années intermédiaires étant quant à elles estimées par interpolation ou extrapolation. Pour la commune, le premier recensement exhaustif entrant dans le cadre du nouveau dispositif a été réalisé en 2006.

En 2022, la commune comptait 823 habitants, en évolution de +0,49 % par rapport à 2016 (Charente : −0,48 %, France hors Mayotte : +2,11 %).
| 1793 | 1800 | 1806 | 1821 | 1831 | 1841 | 1846 | 1851 | 1856 |
| ---- | ---- | ---- | ---- | ---- | ---- | ---- | ---- | ---- |
| 732  | 796  | 726  | 691  | 797  | 796  | 815  | 796  | 788  |

| 1861 | 1866 | 1872 | 1876 | 1881 | 1886 | 1891 | 1896 | 1901 |
| ---- | ---- | ---- | ---- | ---- | ---- | ---- | ---- | ---- |
| 800  | 755  | 684  | 704  | 730  | 732  | 692  | 655  | 663  |

| 1906 | 1911 | 1921 | 1926 | 1931 | 1936 | 1946 | 1954 | 1962 |
| ---- | ---- | ---- | ---- | ---- | ---- | ---- | ---- | ---- |
| 702  | 676  | 601  | 555  | 549  | 571  | 565  | 600  | 594  |

| 1968 | 1975 | 1982 | 1990 | 1999 | 2006 | 2011 | 2016 | 2021 |
| ---- | ---- | ---- | ---- | ---- | ---- | ---- | ---- | ---- |
| 521  | 599  | 574  | 626  | 617  | 689  | 796  | 819  | 823  |

| 2022 | - | - | - | - | - | - | - | - |
| ---- | - | - | - | - | - | - | - | - |
| 823  | - | - | - | - | - | - | - | - |

### Pyramide des âges
La population de la commune est relativement âgée.
En 2018, le taux de personnes d'un âge inférieur à 30 ans s'élève à 27,3 %, soit en dessous de la moyenne départementale (30,2 %). À l'inverse, le taux de personnes d'âge supérieur à 60 ans est de 30,9 % la même année, alors qu'il est de 32,3 % au niveau départemental.
En 2018, la commune comptait 412 hommes pour 412 femmes, soit un taux de 50 % de femmes, légèrement inférieur au taux départemental (51,59 %).
Les pyramides des âges de la commune et du département s'établissent comme suit.
| Hommes | Classe d’âge | Femmes |
| ------ | ------------ | ------ |
| 0,5    | 90 ou +      | 1,0    |
| 9,4    | 75-89 ans    | 11,3   |
| 19,7   | 60-74 ans    | 19,9   |
| 20,3   | 45-59 ans    | 21,5   |
| 21,6   | 30-44 ans    | 20,2   |
| 9,0    | 15-29 ans    | 9,2    |
| 19,5   | 0-14 ans     | 16,9   |

| Hommes | Classe d’âge | Femmes |
| ------ | ------------ | ------ |
| 1      | 90 ou +      | 2,7    |
| 9,2    | 75-89 ans    | 12     |
| 20,6   | 60-74 ans    | 21,3   |
| 20,7   | 45-59 ans    | 20,3   |
| 16,8   | 30-44 ans    | 16     |
| 15,6   | 15-29 ans    | 13,4   |
| 16,1   | 0-14 ans     | 14,3   |

### Remarques
La population est en hausse légère mais constante de par la proximité des zones d'emplois de La Rochefoucauld et Angoulême.

## Équipements, services et vie locale

### Enseignement
L'école est un regroupement pédagogique intercommunal entre Marillac et Yvrac-et-Malleyrand. Marillac accueille l'école élémentaire qui comporte deux classes, et Yvrac l'école primaire. Le secteur du collège est La Rochefoucauld.

## Lieux et monuments

### Patrimoine religieux
L'église paroissiale Saint-Didier date du XIIe siècle, en remplacement d'une église construite au XIe siècle. Son plan est en croix latine, avec une nef unique percée de trois baies en plein cintre sur le mur latéral sud. La façade est percée d'un portail à trois voussures brisées et des chapiteaux ornés. Un berceau de bois couvre la nef qui semble ne jamais avoir été voûtée. L'abside semi-circulaire est aussi éclairée par trois baies en plein cintre. Les transepts ont été refait au XIXe siècle. La chaire en bois date aussi de ce siècle, et l'autel en marbre de Carrare a été acquis en 1900,. L'église est inscrite aux monuments historiques depuis 1925.

Église Saint-Didier
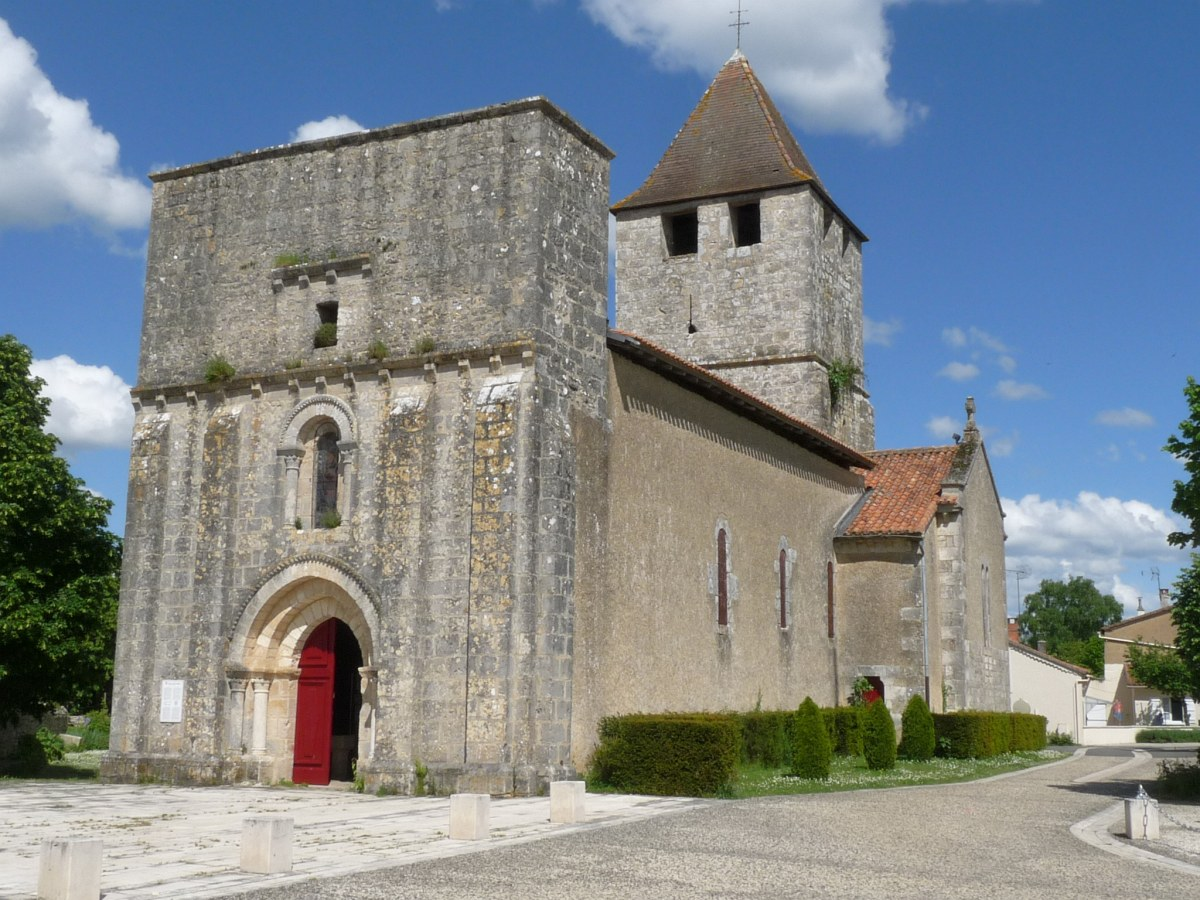
Vue générale.
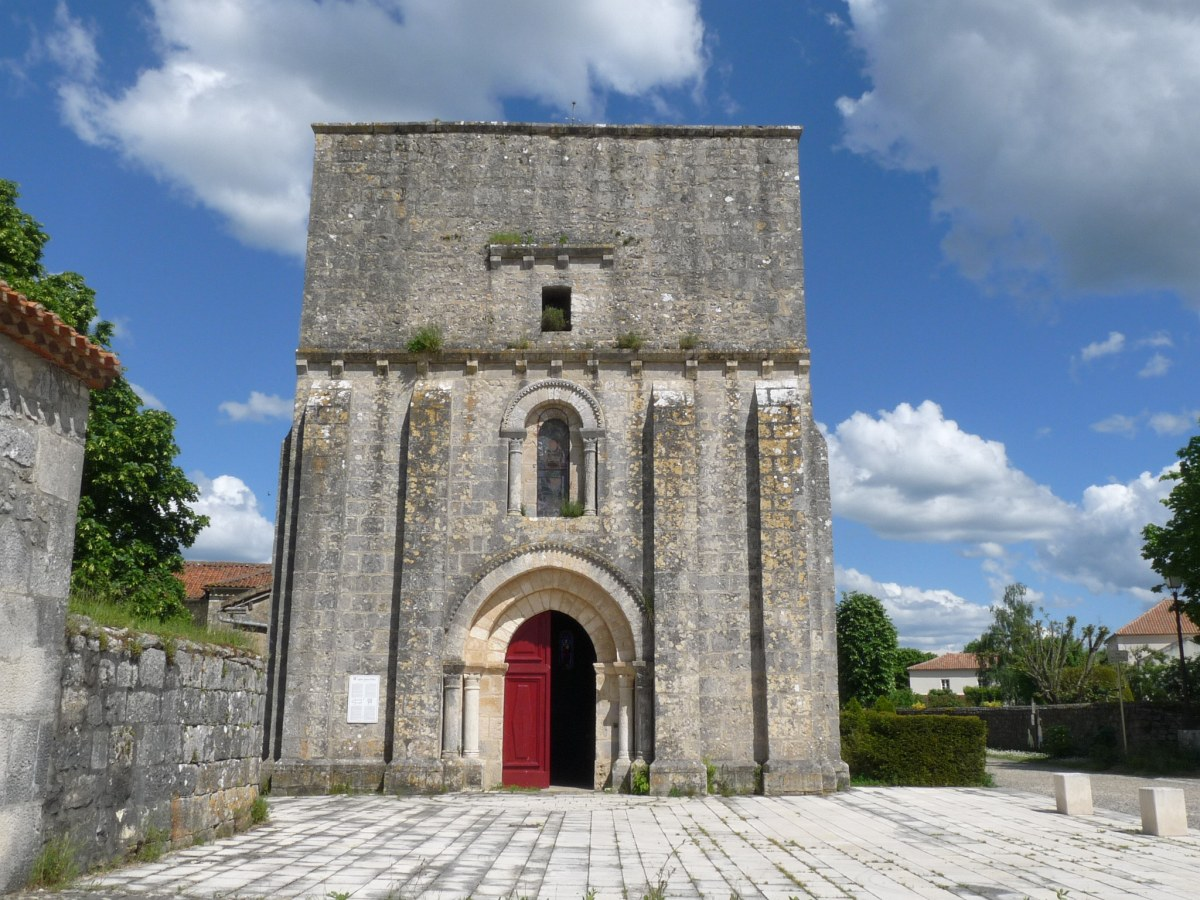
La façade.
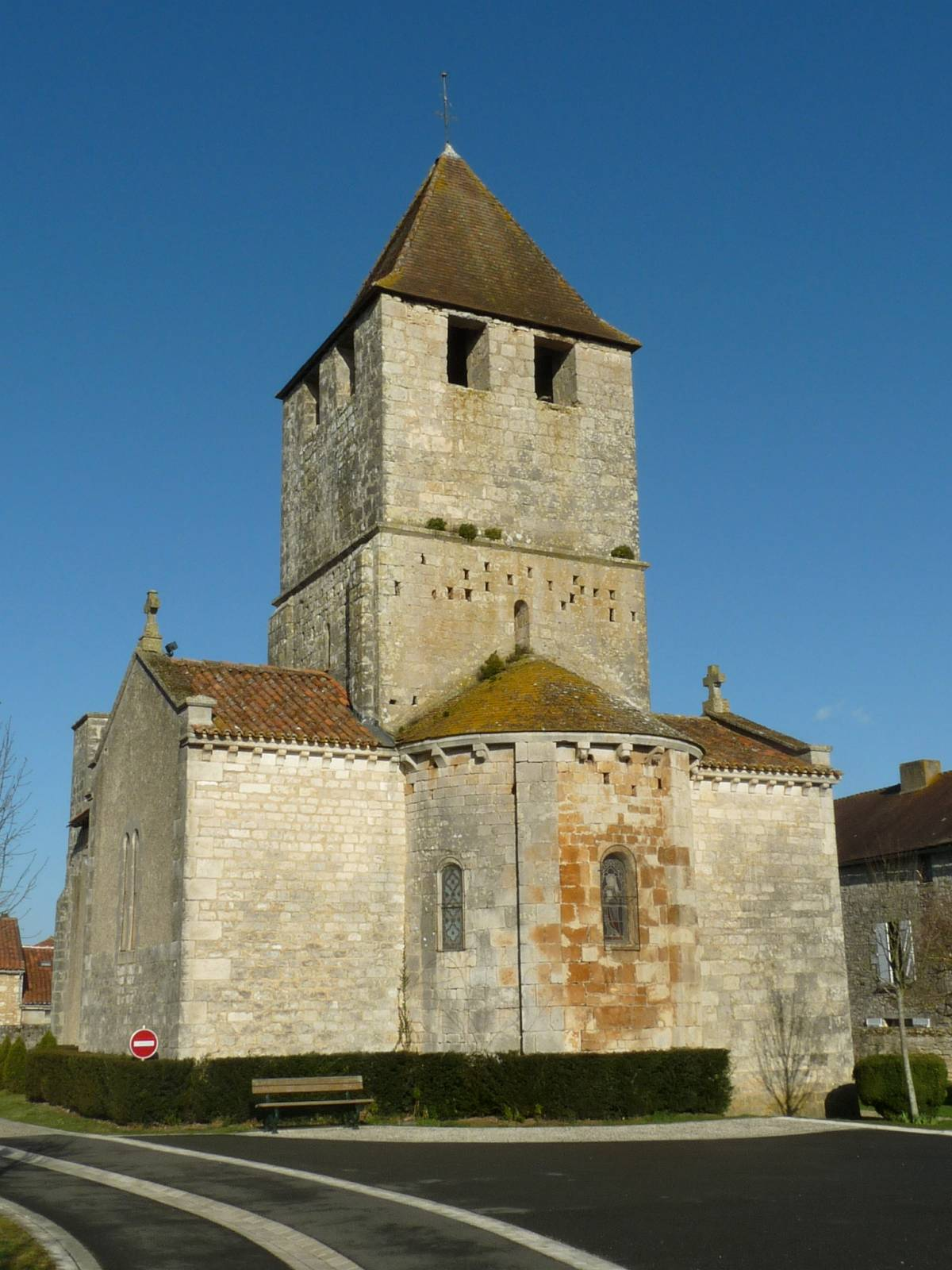
Le clocher.
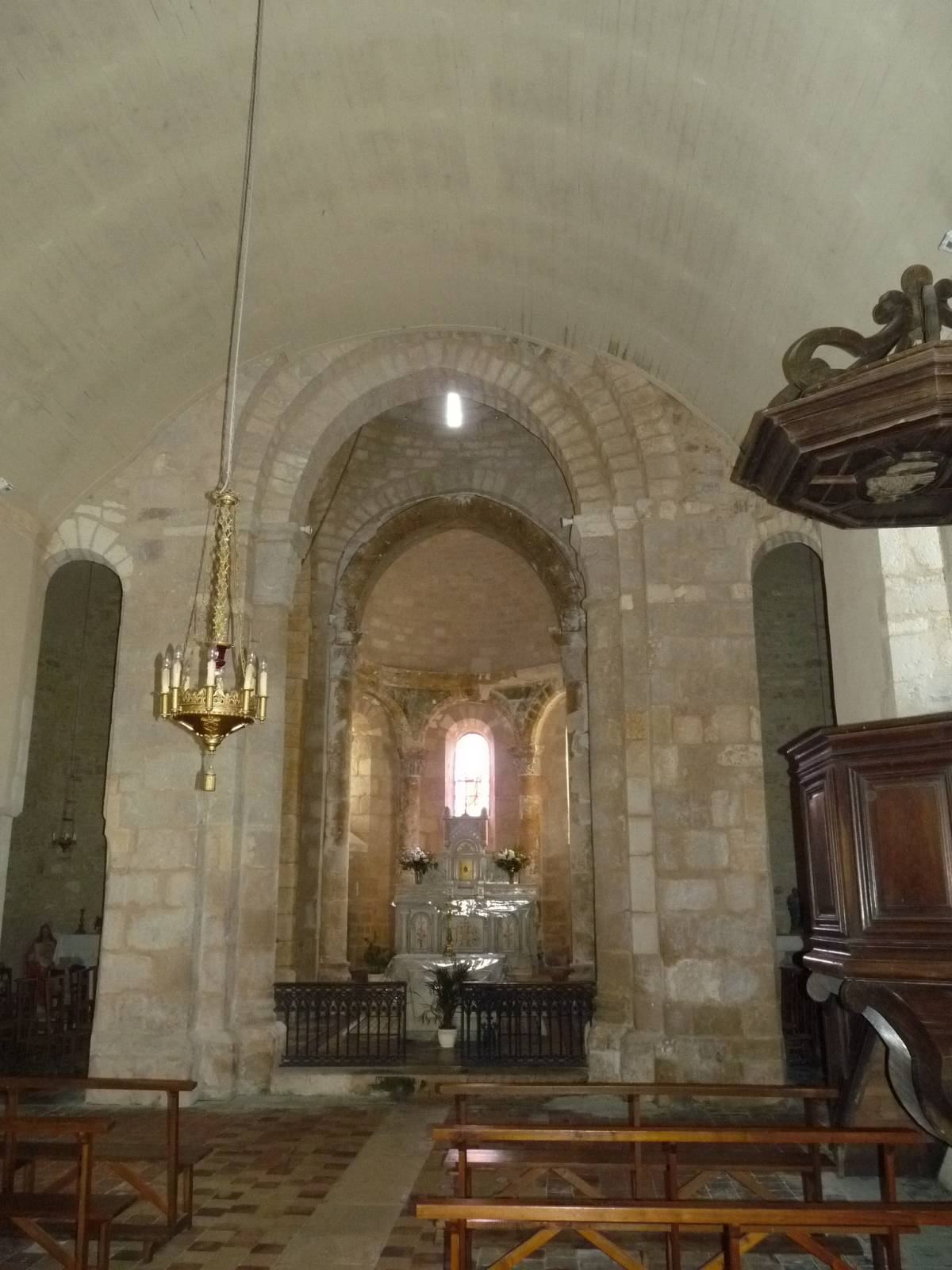
L'intérieur.

### Patrimoine civil

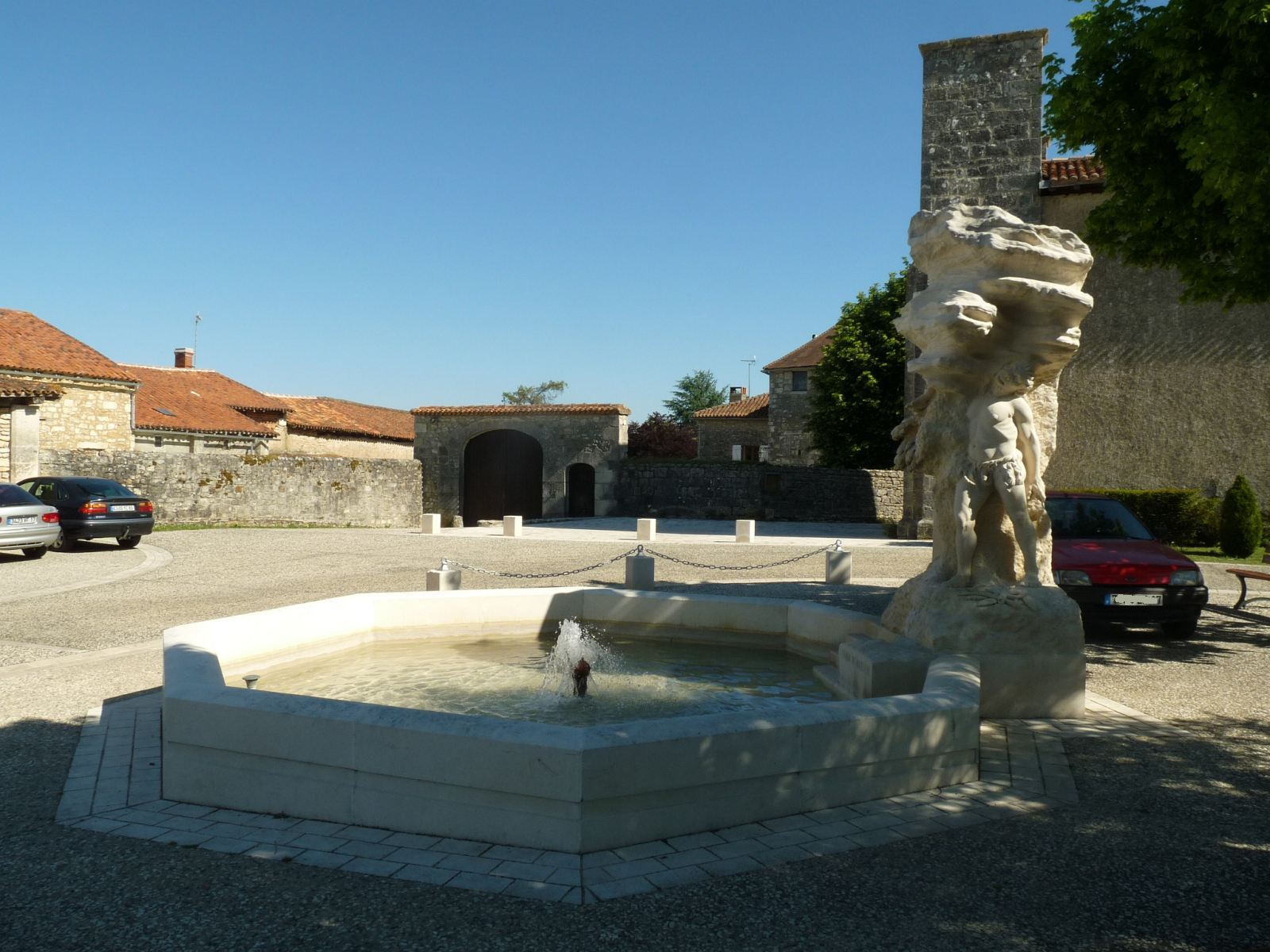
Fontaine sculptée de la place de l'Église.

L'aven de Marillac est un gouffre situé sur la Ligonne. Peu impressionnant, il s'agit surtout d'un gisement préhistorique situé aux Pradelles, où hommes et animaux se sont fait piéger. Une fontaine a été érigée récemment sur la place de l'église avec une statue évoquant l'Homme de Marillac.
La commune possède aussi un intéressant patrimoine bâti, dont le logis de Croix de Bord de style périgordin, ou Chabrou.